# Peter X. Eriksson
Peter X. Eriksson, folkbokförd Jan Peter Xenon Eriksson, född 17 oktober 1968 i Luleå, Norrbottens län, är en svensk författare och satiriker, tidigare verksam under namnet Peter Eriksson.
Förutom att ha skrivit ett antal humoristiska faktaböcker har han även varit skribent åt satirtidningen Söndagsnisse-Strix och krönikör i tidningen Hennes. 